# Малковски, Ян
Ян Малковски (род. 23 марта 1993 года) — немецкий пловец в ластах.

## Карьера
Подводным спортом занимается с 2005 года, тренируется в клубе TC fez Berlin у Волко Кухера и Лутца Римана. В сборной с 2011 года, когда на чемпионате мира немецкая четвёрка остановилась в шаге от пьедестала.
Бронзовый призёр чемпионата Европы 2014 года в эстафете 4х200 мю
Чемпион мира 2013 года в эстафете 4×200 м, при этом немецкая четвёрка установила рекорд мира. В 2015 году дважды стал чемпионом мира в эстафетах.